# Ramal do Dondo
O Ramal do Dondo, anteriormente Ramal de Cassoalala, é uma linha ferroviária com 55 km de comprimento e uma bitola de 1067 mm, liga a estação do Zenza do Itombe à estação do Dondo, na província de Cuanza Norte. O troço inicial até Cassoalala fazia parte da linha entre Luanda e Malanje até à década de 1930, quando se construiu uma variante. Uma década depois, o caminho de ferro chegou ao Dondo.